# Janneke Hille Ris Lambers

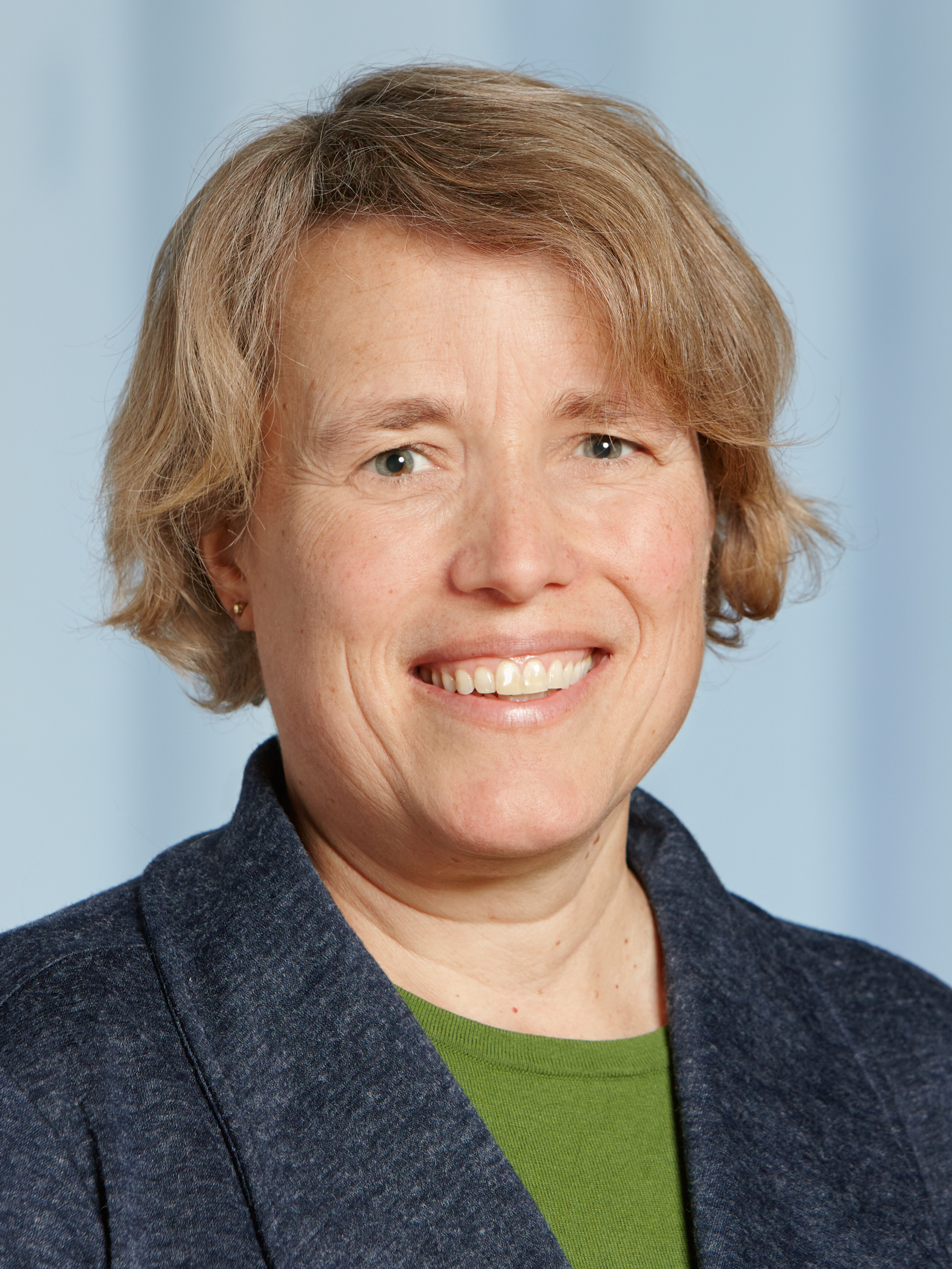
Janneke Hille Ris Lambers (2020)

Janneke Hille Ris Lambers (* 1972 in Wageningen) ist eine niederländische Wissenschaftlerin. Seit Herbst 2020 ist sie Professorin für Pflanzenökologie am Institut für Integrative Biologie (IBZ) der ETH Zürich.

## Werdegang
Janneke Hille Ris Lambers studierte im Bachelor an der University of Virgina. Ihre Doktorarbeit schrieb sie im Labor von James S. Clark an der Duke University in North Carolina. Sie untersuchte wie sich Baumarten in gemässigten Breiten unterscheiden in Bezug auf die Fortpflanzungsstrategien und die dichteabhängige Sterberate und wie sich diese Unterschiede auf die Artenvielfalt auswirken. Sie hat ihre Forschung als Postdoktorandin in der Gruppe von David Tilman an der University of Minnesota fortgesetzt zur Frage, wie sich die Saatgutproduktion durch den globalen Klimawandel verändert. Danach forschte sie als Postdoktorandin in der Gruppe von Jonathan Levine an der University of California an den Faktoren, welche zu Dominanz oder Koexistenz von neophytischen Gras- und Kräuterarten führen. Ab 2006 baute sie ihre eigene Forschungsgruppe für Pflanzenökologie an der University of Washington auf und wurde 2014 zur ordentlichen Professorin ernannt. Im Herbst 2020 wurde sie als ordentliche Professorin für Pflanzenökologie an die ETH Zürich berufen.

## Forschung
Hille Ris Lambers Forschungsgruppe befasst sich im Wesentlichen zum einen mit der Auswirkung von Umweltveränderungen auf Pflanzenpopulationen und -gemeinschaften und zum anderen mit Faktoren, welche die Zusammensetzung von Pflanzenpopulationen beeinflussen. Hille Ris Lambers und ihre Forschungsgruppe interessieren sich insbesondere für die Auswirkungen des Klimawandels auf die Regenerationsfähigkeit von Wäldern, auf die Baumdemografie und die Phänologie von Wildblumen.